# Березовец (Поныровский район)
Березовец — село в Поныровском районе Курской области России. Входит в состав Первомайского сельсовета.

## География
Расположен на реке Березовец.

## История
В 1877 году Березовец — волостной центр Брусовской волости Фатежского уезда Курской губернии (1797—1917) Российской империи.
Согласно Закону Курской области от 21 октября 2004 года № 48-ЗКО Березовец возглавил муниципальное образование «Березовецкий сельсовет».
Согласно Закону Курской области от 26 апреля 2010 года № 26-ЗКО Первомайский и Березовецкий сельсоветы объединены в Поныровский сельсовет (с декабря 2010 года — Первомайский сельсовет) и Березовец входит с 2010 года в «Первомайский сельсовет».

## Население
| 2010 |
| ---- |
| 303  |

Национальный состав
До установления советской власти жили саяны субэтническая группа русских, происходившие из бывших монастырских крестьян.
Согласно результатам переписи 2002 года, в национальной структуре населения русские составляли 99 % из 432 человек.
Гендерный состав
В 2010 году проживали 303 человека — 138 мужчин и 165 женщин (45,5 % и 55,5 % соответственно).

## Инфраструктура
Действовала администрация поселения.

## Транспорт
Доступен автомобильным транспортом. Подходит подъездная дорога от региональной автодороги «Курск — Поныри».